# Карминная хабия
Карминная хабия (лат. Habia rubica) — вид птиц из семейства кардиналовых. Птицы обитают в субтропических и тропических низменных влажных лесах, на высоте от 0 до 1100, локально до 1500 метров над уровнем моря.

## Описание
Длина тела 17—19 см, масса около 32 грамм. Описание птиц на большей территории всего ареала. Самцы имеют в основном тускло-коричнево-красное оперение, более серые и красные, часто розовей, перья снизу, в особенности на горле, с серыми сторонами. Верхушка головы ограничена чёрной полосой. Самки сверху имеют оливково-коричневое оперение с коричневато-жёлтыми перьями на верхушке головы. Оперение нижней стороны тела бледно-ржавое или охристое, светлее на горле. Самки на большей территории Амазонки (кроме юго-запада) более серые с почти белыми горловыми перьями. Птицы юго-востока крупнее в размерах и темнее, с почти контрастными горлом и верхушкой головы.

### Голос
Птицы обоих полов издают отличительные, режущее стрекотание: «чирт» или «чак», часто повторяющиеся сериями. Токующие самцы издают ласковую, мелодичную песню, часто без тяжёлых звуков, в основном на рассвете и состоится из неторопливых серий коротких, чистых тонов «тии-пуу тии-пуу», или богатая серия из повышающихся свистящих звуков: «уу-ВИИдуу чуу-ВИИР».

## Экология
Обитают в нижнем ярусе влажных лесов и лесных опушках, лесистых речных берегах и заросших просеках. Живут парами или в небольших группах, со смешанными стайками, среди которых они слабо заметны.

## Таксономия
Род был введён английским зоологом Эдвардом Бритом в 1840 году. Ранее данный род относили к семейству танагровых (Thraupidae), однако, на основании молекулярно-филогенетического исследования, опубликованного в 2007 году, он был перенесён в семейство кардиналовых. Позднее род был разделён, и к хабиям стали относить лишь один вид.

## Подвиды
Выделяют семнадцать подвидов:
- Habia rubica holobrunnea — восточная Мексика от южного Тамаулипас южнее до северного Оахака;
- Habia rubica rosea — на тихоокеанских склонах гор в юго-западной Мексики от Наярит и Халиско южнее до Герреро;
- Habia rubica affinis — юго-запад Оахака в южной Мексике;
- Habia rubica nelsoni — на полуострове Юкатан в юго-восточной Мексике;
- Habia rubica rubicoides — от Пуэбла, восточного Оахака, Табаско и Чьяпаса (южная Мексика), Гватемалы и Белиза южнее до Гондураса, Сальвадора и, возможно, Никарагуа;
- Habia rubica alfaroana — Гуанакасте в северо-западной Коста-Рике;
- Habia rubica vinacea — на тихоокеанских склонах гор в Коста-Рике (южнее от полуострова Никоя) и Панаме (восточнее до Дарьен);
- Habia rubica perijana — в регионе Сьерра-де-Периха на венесуэльско-колумбийской границе;
- Habia rubica coccinea — у подножья Анд в западной Венесуэлы (южнее от Лара) и соседней северо-центральной Колумбии;
- Habia rubica crissalis — в горах Ансоатеги и Сукре в северо-восточной Венесуэле;
- Habia rubica rubra — Тринидад;
- Habia rubica mesopotamia — в регионе реки Юруан в восточном Боливаре (восточная Венесуэла);
- Habia rubica rhodinolaema — на восточных Андах в Колумбии (от Мета южнее до Какета), северо-западная Бразилия, восточный Эквадор и северо-восточный Перу;
- Habia rubica peruviana — восточный Перу, западная Бразилия и северная Боливия (южнее от Санта-Круса);
- Habia rubica hesterna — центральная Бразилия (южнее от реки Амазонки) на востоке от реки Шингу, южнее северного Мату-Гросу;
- Habia rubica bahiae — в Алагоас и юго-восточном Байа в северо-восточной и центрально-восточной Бразилии;
- Habia rubica rubica — восточный Парагвай, юго-восточная Бразилия (от южного Минас-Жерайс и Эспириту-Санту южнее до Риу-Гранди-ду-Сул) и северо-восточная Аргентина (Мисьонес).